# Know Nothing

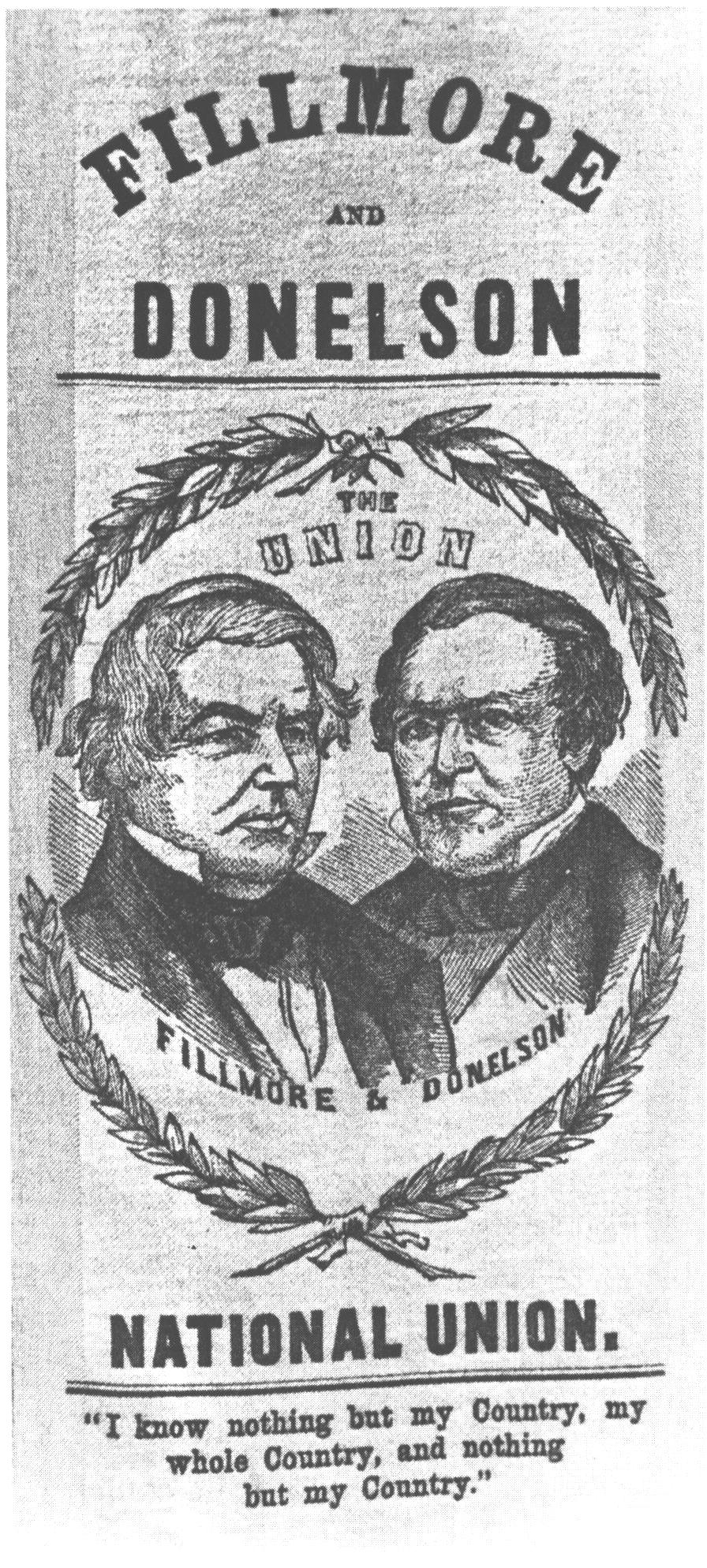
Manifesto della campagna di Fillmore e Donelson

Il Know Nothing è stato un movimento xenofobo ("nativista") statunitense degli anni cinquanta del secolo XIX. Traeva forza dalle paure popolari che il paese potesse essere sopraffatto dall'immigrazione massiccia dei cattolici irlandesi, ritenuti ostili ai valori americani e controllati dal papa. Attivo soprattutto a partire dal 1854–56, era fortemente contrario all'immigrazione e alla naturalizzazione, ma i suoi esordi ebbero scarso successo. Ebbe pochi leader carismatici e la sua base sociale, composta soprattutto dalla classe media protestante, non aveva una posizione comune sul tema dell'abolizione dello schiavismo; nonostante ciò, il partito riuscì a fare eleggere sei governatori, ad avere la maggioranza in nove parlamenti statali e quarantatré rappresentanti nel Congresso, mentre alle elezioni presidenziali del 1856 ottenne il 22% dei voti popolari e otto voti elettorali.
Il movimento era nato a New York nel 1843 con il nome di American Republican Party. Si diffuse poi in altri stati con il nome di Native American Party e divenne un partito politico nazionale nel 1845. Nel 1855 assunse il nome di American Party. L'origine del termine Know Nothing è da ricercare nell'organizzazione semisegreta del partito. Quando a un membro fosse stato chiesto delle sue attività, avrebbe dovuto rispondere "I know nothing" ("non so nulla").

## Storia

### Cause importanti
L'immigrazione massiccia di cattolici irlandesi e tedeschi verso gli Stati Uniti nel periodo compreso fra il 1830 e 1860 rese le differenze religiose fra cattolici e protestanti un tema di rilevanza politica: le tensioni riecheggiavano i conflitti europei fra cattolici e protestanti, mentre le elezioni furono occasionalmente accompagnate da episodi violenti.
Sebbene i cattolici asserissero di essere politicamente indipendenti dal clero, i protestanti accusavano papa Pio IX di aver posto fine alla Repubblica Romana e di essere un nemico della libertà, della democrazia e del protestantesimo. Questi rilievi fomentarono teorie cospirative che attribuivano a Pio IX il disegno di soggiogare gli Stati Uniti mediante un'immigrazione continua di cattolici controllati da vescovi irlandesi obbedienti e personalmente selezionati dal pontefice. Nel 1849 una società segreta sotto il vincolo del giuramento, l'Order of the Star Spangled Banner, fu fondata da Charles Allen a New York. Essa costituì il nucleo dell'American Party.
La paura dell'immigrazione cattolica suscitò sfiducia verso il Partito Democratico, che aveva molti cattolici di origini irlandesi tra i suoi membri più influenti. Gli attivisti si riunirono in gruppi segreti per far convergere i propri voti verso candidati favorevoli alla loro causa. Nel 1855 il movimento vinse le elezioni in grandi città, da Chicago a Boston, e in Massachusetts ottenne la maggioranza e il governatorato.

### Crescita del movimento
Nella primavera del 1854 il Know Nothing riuscì a prevalere in città come Boston, Salem e altre città del New England. Riuscirono anche a conquistare lo Stato del Massachusetts nelle elezioni dello stesso anno, la loro vittoria più importante. Il candidato dei Whig a Filadelfia era l'editore Robert T. Conrad, che presto si rivelò come un appartenente al movimento; promise diverse misure repressive come chiudere i saloon la domenica e di impiegare negli uffici pubblici solamente cittadini nati negli Stati Uniti. Conrad riuscì a vincere grazie ad una valanga di voti a suo favore. A Washington, il candidato del Know Nothing John T. Towers riuscì a sconfiggere il sindaco in carica John Walker Maury, portando addirittura alla nascita di un "Anti-Know Nothing Party" formato da democratici, Whig e Freesoiler. A New York, in una corsa a quattro, il candidato del Know Nothing arrivò terzo con il 26% dei consensi. Dopo le elezioni del 1854, rivendicarono un maggior controllo politico negli Stati del Maine, Indiana, Pennsylvania e California, ma gli storici sono dubbiosi su questo punto, anche perché tutti i partiti erano in subbuglio e i problemi della schiavitù, del proibizionismo e della minoranza dei nativi americani presero il sopravvento sulle tematiche centrali del movimento. Comunque, sempre nel 1854 riuscirono ad eleggere Stephen Palfrey Webb come sindaco di San Francisco e J. Neely Johnson come governatore della California.
Il risultato politico delle elezioni fu talmente favorevole al Know Nothing che si costituì ufficialmente come partito politico con il nome di American Party, attraendo buona parte degli appartenenti all'appena defunto Partito whig e, addirittura, qualche democratico (oltre ad un buon numero di proibizionisti). I membri del neonato American Party crebbero moltissimo, dagli iniziali 50 000 a circa un milione di militanti; essi, però, durante le elezioni presidenziali, potevano votare tranquillamente per i democratici o per i repubblicani, difatti l'appartenenza al partito e la sua linea politica iniziarono a rivelarsi confuse. Nello stesso momento, inoltre, il nuovo Partito Repubblicano emerse come forza dominante in alcuni Stati del Nord degli Stati Uniti. Pochissimi politici di spicco appoggiarono l'American Party e ancora meno furono i politici dell'American Party che ebbero una carriera politica significativa. Le eccezioni più evidenti furono Schuyler Colfax nell'Indiana e Henry Wilson nel Massachusetts; entrambi, comunque, diventarono poi repubblicani ed entrambi diventarono vicepresidenti.
Sempre nel 1854, a quanto pare, militanti dell'American Party rubarono e distrussero il blocco di granito che papa Pio IX aveva donato per la costruzione del Monumento a Washington e di quello stesso monumento riuscirono anche a controllare l'impresa di costruzioni per quattro anni. In California, nel 1854, Sam Roberts fondò una filiale del Know Nothing a San Francisco per opporsi agli immigrati cinesi, cileni e irlandesi, molto presenti nella città e impiegati nelle vicine miniere d'oro.
Nella primavera del 1855 Levi Boone fu eletto sindaco di Chicago come candidato del Know Nothing; appena eletto, licenziò tutti gli immigrati impiegati nell'amministrazione cittadina. Nonostante questa vittoria, però, il repubblicano Abraham Lincoln riuscì a bloccare l'ascesa del nuovo American Party. Lo Stato dell'Ohio fu l'unico dove l'American Party guadagnò consensi nel 1855; ciò fu dovuto anche al clima di tensione nei confronti degli immigrati, soprattutto tedeschi luterani e scozzesi presbiteriani. In Alabama il Know Nothing era formato da un insieme di ex appartenenti al Partito Whig, di democratici delusi e di altri esponenti politici (questi ultimi impegnati a favore di aiuti statali per la costruzione di nuove ferrovie). Nella tumultuosa campagna elettorale del 1855, i democratici vinsero in Alabama, riuscendo a convincere gli elettori che il movimento locale del Know Nothing non avrebbe protetto la schiavitù dagli abolizionisti del nord.

### Declino
Il declino del partito incominciò rapidamente al Nord negli anni 1855 e 1856. Nelle elezioni presidenziali del 1856 esso si divise profondamente sul tema della schiavitù. Una parte dell'American Party appoggiava i candidati del partito, Millard Fillmore a presidente e Andrew Jackson Donelson a vicepresidente, che ottennero il 23% dei consensi totali e si aggiudicò otto "grandi elettori" nello Stato del Maryland. La maggior parte degli abolizionisti della schiavitù all'interno dell'American Party si schierò con il Partito Repubblicano, soprattutto dopo il caso Dred Scott contro Sandford. L'ala "schiavista" dell'American Party rimase comunque forte a livello locale e statale in alcuni Stati del Sud, ma dalle elezioni presidenziali del 1860 l'American Party perse definitivamente la sua forza politica.
Alcuni storici ritengono che il Know Nothing fosse fondamentalmente differente nel Sud, dove era ispirato meno dal nativismo o dall'anticattolicesimo rispetto al Nord e più dall'unionismo conservatore.

## Uso del termineKnow Nothing
Il termine Know Nothing ha avuto più fortuna del partito. Alla fine del XIX secolo i democratici bollavano i repubblicani come Know Nothing per ottenere il voto cattolico. A partire dall'inizio del XX secolo, il termine è stato usato in modo provocatorio, con l'equivalente di xenofobo e ignorante. Nel 2006 un editoriale sul giornale The Weekly Standard a firma di William Kristol attaccava i populisti repubblicani con l'accusa di xenofobia Know Nothing.

## Il programma
Il programma dell'American Party comprendeva:
- Pesanti limitazioni all'immigrazione, soprattutto da paesi cattolici
- Eleggibilità limitata ai nati negli Stati Uniti
- Allungamento a 21 anni di residenza per un immigrato per ottenere la cittadinanza statunitense
- Insegnanti nelle scuole pubbliche esclusivamente protestanti
- Obbligo di letture bibliche quotidiane nelle scuole pubbliche
- Restrizioni nella vendita degli alcolici

### Fonti bibliografiche
- Frederick Rinehart Anspach. The Sons of the Sires: A History of the Rise, Progress, and Destiny of the American Party (1855) by K-N activist Versione online
- Samuel Clagett Busey. Immigration: Its Evils and Consequences (1856) Versione online
- Anna Ella Carroll. The Great American Battle: Or, The Contest Between Christianity and Political Romanism (1856) Versione online
- Fillmore, Millard. Millard Fillmore Papers Ed. by Frank H. Severance (1907) Versione online
- The Wide-awake Gift: A Know-nothing Token for 1855 (1855) Versione online